# Pedro Duarte
Pedro Miguel de Azeredo Duarte, né le 12 juillet 1973 à Porto, est un juriste et homme politique portugais.
Il est ministre des Affaires parlementaires dans le XXIVe gouvernement constitutionnel, dirigé par Luís Montenegro.

## Biographie
Il est député à l'Assemblée de la République entre 1999 et 2011, élu pour le Parti social-démocrate,.
Il est titulaire d'un diplôme en droit de l'Université catholique portugaise et d'une maîtrise en économie internationale et études européennes de l'ISEG - École d'économie et de gestion de Lisbonne.
Pedro Duarte dirige la Commission politique nationale des jeunes sociaux-démocrates de 1998 à 2002. Il préside la Commission parlementaire de la Jeunesse et des Sports, entre 1999 et 2001, lorsqu'il est député, et celle de l'Éducation, des Sciences et de la Culture, de 2002 à 2004.
Il est également vice-président du groupe parlementaire PSD et du Bureau des Jeunes YEPP du Parti populaire européen, entre 2003 et 2005. Il est secrétaire d'État à la Jeunesse dans le XVIe gouvernement constitutionnel, dirigé par Pedro Santana Lopes. Entre 2011 et 2024, il est directeur des affaires générales chez Microsoft Portugal.
Après avoir dirigé la campagne de la candidature infructueuse de Luís Filipe Menezes à la mairie de Porto en 2013, il est chargé de diriger la campagne de Marcelo Rebelo de Sousa pour la campagne présidentielle de 2016, remportée par Marcelo au premier tour,.